# Píndaro
Píndaro (em grego:  Πίνδαρος - Píndaros, na transliteração; 522 a.C. – 443 a.C.), também conhecido como Píndaro de Cinoscefale ou Píndaro de Beozia (518 a.C., Tebas – 438 a.C., Argos), foi um poeta grego, autor de Epinícios ou Odes Triunfais. A ele se atribui também a célebre frase "Homem, torna-te no que és".
Chegaram-nos um total de 45 epinícios, divididos em quatro livros, conforme o nome dos jogos que celebravam: Olímpicas, Píticas, Neméias e Ístmicas.

## História
Descendente dos Átridas, chegou aos dez anos a Atenas, onde aprendeu música com os mestres Agatides e Apolodoro.
Estudou em Delfos e Edina, colhendo as tradições que o fizerem brilhar na vida artística.
Na "Décima Pítica", o seu primeiro poema, parece alertar os homens para o perigo da guerra e convencê-los à paz.
Em 447 A.C., o rei Hierão de Siracusa, chamou-o, livrando-o de inúmeras dificuldades. Isto é relatado na "Quarta Pítica".
Não alcançou sucesso na atividade pacificadora, sendo preso na batalha de Patea.
Seus cantos alcançaram grande fama em toda Grécia cultivando todas as formas líricas conhecidas (hinos, odes, cantos, ditirambos e epinícios).
Somente a quarta parte da sua produção chegou à atualidade. Conservam-se, à parte de outros fragmentos, quatro livros de "Epinícios" ou "Cantos Triunfais", que se referem às diferentes festas "pan-helénicas". As odes epinicianas louvavam os jogos olímpicos, embora Píndaro não tenha conseguido clareza na descrição. A maioria dos poemas é dividida em estrofes, mas a estrutura é principalmente triádica. O dialeto usado nas odes visava a fazê-las compreensíveis da Ásia Menor à Sicília, embora não fosse fácil seguir o seu pensamento muito fragmentado. Só há clareza na sua obra quanto à sua pessoal devoção religiosa.

## Obras relacionadas
Diversas odes de Píndaro foram traduzidas do grego para o português por Daisi Malhadas, Maria Helena de Moura Neves, Maria Helena da Rocha Pereira, Frederico Lourenço e António de Castro Caeiro, dentre outros.
- MALHADAS, Daisi. Odes aos Príncipes da Sicília. Araraquara: FFCLAr-UNESP, 1976.
- MOURA NEVES, Maria H. de. Antologia de poetas gregos de Homero a Píndaro. Araraquara: FFCLAr-UNESP, 1976
- PEREIRA, Maria H. da R. Sete odes de Píndaro. Porto: Porto editora, 2003
- LOURENÇO, Frederico; vários. Poesia grega - de Álcman a Teócrito. Lisboa: Cotovia, 2006
- CAEIRO, António de C. Píndaro - Odes Píticas. Prime Books, 2006
- BROSE, Robert de. Píndaro - Odes Olímpicas. Araçoiaba da Serra: Mnēma, 2023.

## notas
- «OEUVRES DE PINDARE, TRADUITES PAR M. AL. PERRAULT-MAYNAND, MEMBRE DE PLUSIEURS SOCIÉTÉS SAVANTES» (em francês)
- «Portal Græcia Antiqua - tradução, do grego, da VIIª Ode Pítica»
- «Jogos Olímpicos na Grécia antiga - tradução, do grego, da VIª Ode Neméia»
- «Consciência.org - tradução, do grego, da VIIIª Ode Pítica»
- «blog Primeiros Escritos - traduções de algumas odes de Píndaro»
- «blog Versos(re)Versos - Πυθιάς γ' | Pítica 3»

1. ↑  «Píndaro | Infopédia»